# Enrique de Malaca
Enrique de Malaca (spanska Enrique de Malacas, portugisiska Henrique de Malaca), född cirka 1493 eller 1495, död efter 1521, var Ferdinand Magellans malajiske slav och tolk. Han medföljde under den första världsomseglingen.

## Biografi

### Bakgrund
Endast lite finns dokumenterat om Enriques liv. Han föddes dock troligen omkring 1493 eller 1495 på Sumatra. I Antonio Pigafettas berättelse över världsomseglingen omnämns Enrique som född på Sumatra. I Gines de Mafras berättelse omnämns att han talar malajiska, och det har också förtäljts att han tidigare varit slav hos filippinska legosoldater.
Enrique måste ha befunnit sig vid Malackasundet när den portugisiska eskadern under ledning av Afonso de Albuquerque erövrade Sultanatet Malacka i augusti 1511. Enrique kom troligen i Magellans ägo som en del av krigsbytet och blev sin herres betjänt. Magellan återkallades 1513 till Portugal, där Enrique döptes i den katolska kyrkan och fick namnet Enrique de Malaca.
Magellan kom därefter i onåd hos kung Manuel I av Portugal och emigrerade till Spanien. Han erbjöd den spanska kungen att finna vägen till kryddöarna genom att segla runt Sydamerika och över Stilla havet. 1518 kunde han underteckna ett fördrag med Karl I av Spanien om en expedition västerut för att finna kryddöarna. Inför den planerade expeditionen i sökandet efter en väg västerut till Kryddöarna nämndes Enrique 1519 i Magellans testamente och där Enrique där uppges vara cirka 26 år gammal Enrique skulle enligt testamentet bli en fri man samt erhålla 10 000 maravedis.

### Magellans oceaniska expedition
Den 10 augusti 1519 lämnade en expedition om 5 fartyg hamnen i Sevilla med Enrique på Magellans flaggskepp Trinidad. Under resan i Stilla havet fungerade Enrique som tolk då han talade malajiska.
Magellan dödades den 27 april 1521 av Lapu-Lapu, under slaget vid Mactan där Magellan stred på Rajah Humabons sida. Enligt Magellans testamente skulle Enrique nu bli en fri man. Expeditionens nya befälhavare Duarte Barbosa och Juan Serrano tilltvang sig dock, efter hotelser, hans fortsatta tolktjänster. Humabon var rädd att expeditionen skulle lämna ön och behövde vapnen för att skydda sig mot Lapu-Lapus hämnd.
När Enrique inte blev fri och fick ärva enligt testamentet, berättade han för Barbosa om en kommande fest som skulle hållas 1 maj. Festen var dock en fälla där ytterligare många besättningsmän kom att dödas, men Barbosa och Serrão överlevde bakhållet. Även Enriques liv sparades, och han har av vissa setts som delaktig i planerandet av bakhållet.

### Senare år
Efter striden den 1 maj 1521 finns inga säkra uppgifter om Enriques öde. Enrique fortsatte inte som deltagare i den spanska oceanexpeditionen. Det är obelagt om han återkom till sin födelseö Sumatra; i sådana fall skulle han blivit den första att – under sin livstid – ta sig runt jorden.

## Eftermäle
Flera böcker har skrivits om Magellans expedition, om Enrique och om hans eventuella roll som den förste "världsomseglaren". 
År 1938 utkom Stefan Zweigs roman Magellan. Der Mann und seine Tat. Författaren skrev i boken att Magellans slav förstod språket som talades på öarna i Filippinerna.
Tjugo år senare utkom romanen Panglima Awang, skriven av den malaysiske författaren Harun Aminurrashid. Här har slaven fått ett malajiskt namn – detsamma som bokens titel. I romanen, som publicerades i den unga nationen Malaysia och sägs kombinera nationalism och patriotism utifrån historiska fakta, reser Enrique efter massakern till Malackahalvön. Två senare böcker av Aminurrashid vidareutvecklar Enriques resvägar och senare liv. Här berättas även om sonen Bujangs deltagande i försöket 1576 att köra ut de portugisiska ockupanterna från Malackahalvön.
Enrique har delvis fått roll som nationalhjälte i bland annat Malaysia och lyfts fram som en viktig person i regionens historia.
Vissa historikers teorier om att Enrique i själva verket skulle ha rötter i Cepu – en av öarna som Magellans expedition besöker – grundar sig på att han förstod språket i området och kunde konversera med de lokala hövdingarna. Senare har dock framkommit att hövdingarna kunde flera språk, inklusive det malajiska handelsspråk som var vidare spritt i regionen.
Det anses därför osäkert om Enrique verkligen nådde hela vägen runt jorden. Det är också osäkert om han i så fall skulle ha gjort det innan Juan Sebastián Elcano, Francisco Albo, Hernando de Bustamante och 16 andra sjöfarare slutförde den spanska expeditionens världsomsegling 1522.